# Харьковский экзархат УГКЦ
Харьковский экзархат (укр. Харківський екзархат) — экзархат Украинской грекокатолической церкви с кафедрой  в городе Харьков, Украина. Экзархат входит в Киевскую митрополию УГКЦ.

## Территория
Экзархат охватывает Харьковскую, Полтавскую и Сумскую области Украины.

## История
Экзархат образован 2 апреля 2014 года путём выделения из Донецко-Харьковского экзархата.

## Ординарии экзархата
- экзарх Василь Тучапец (с 2.04.2014)

## Статистика
| год  | население | население | население | священники | священники        | священники         | священники                           | постоянные диаконы | монахи  | монахи  | приходы |
| год  | католики  | всего     | %         | всего      | белое духовенство | черное духовенство | число католиков на одного священника | постоянные диаконы | мужчины | женщины | приходы |
| ---- | --------- | --------- | --------- | ---------- | ----------------- | ------------------ | ------------------------------------ | ------------------ | ------- | ------- | ------- |
| 2015 | 6.000     | ?         | ?         | 14         | 12                | 2                  | 428                                  |                    | 2       | 5       | 18      |
| 2018 | 6.000     | ?         | ?         | 19         | 17                | 2                  | 315                                  |                    | 3       | 9       | 21      |